# جوست هوبر
جوست هوبر (بالألمانية: Gusti Huber)‏ (و. 1914 – 1993 م) هي ممثلة مسرحية، وممثلة أفلام نمساوية، ولدت في فينر نويشتات، توفيت في نيويورك، عن عمر يناهز 79 عاماً، بسبب مرض.

## وصلات خارجية
- جوست هوبر على موقع IMDb (الإنجليزية)
- جوست هوبر على موقع ألو سيني (الفرنسية)
- جوست هوبر على موقع أول موفي (الإنجليزية)
- جوست هوبر على موقع قاعدة بيانات برودواي على الإنترنت (الإنجليزية)
- جوست هوبر على موقع قاعدة بيانات الأفلام السويدية (السويدية)
- جوست هوبر على موقع ديسكوغز (الإنجليزية)
- جوست هوبر على موقع قاعدة بيانات الفيلم (الإنجليزية)
- جوست هوبر على موقع كينوبويسك (الروسية)